# حمدان جرجاوي
حمدان الجرجاوي مذيع أخبار في قناة بي بي سي العربية. انضم إلى بي بي سي عام 2010، وكان قد عمل قبل ذلك لمدة 17 عاماً في مجموعة إم بي سي حيث عمل في إمم بي سي وبعدها في قناة العربية كمقدم للأخبار الاقتصادية ولبرنامج أسواق العراق.